# Starbound
Starbound è un videogioco prodotto da Chucklefish Ltd, casa indipendente di videogiochi, che è entrato in open beta il 4 dicembre 2013 tramite la piattaforma Steam. È stato lanciato per il primo trimestre del 2014. Il progetto è stato finanziato quasi totalmente dal pubblico, secondo la formula crowdfunding. il 22 luglio 2016 è stata pubblicata la versione 1.0.
Starbound si prefigge l'obiettivo di creare mondi, armi, personaggi, quest e praticamente quasi ogni elemento di gioco in maniera del tutto casuale (generazione procedurale), dando la possibilità vivere una quantità di avventure diverse, virtualmente pressoché infinita.

## Modalità Storia
L'avventura inizia sulla Terra, che dopo molti anni è finalmente riuscita rendersi una comunità libera di idee e altruista, ideando in questo modo "Il Protettorato", che tiene l'ordine e la pace sull'Universo. Il giocatore, personificando una razza (vedi sotto), inizierà la sua avventura sul suo letto personale. Dopodiché, S.A.I.L., (Ship-based Artificial Intelligence Lattice) ovvero il Bot personale, lo sveglierà per aver dormito troppo e gli avvertirà che è in ritardo alla conferenza del giorno della pace dell'Universo.
Non appena il giocatore arriva alla sala delle conferenze, potrà ascoltare il discorso diretto un Gran Protettore, che impugna un oggetto chiave per il gioco: Il Manipolatore di materia. Quest'ultimo è in grado di manipolare ogni oggetto presente nello Spazio. All'improvviso, nel bel mezzo del discorso, una minaccia attacca la Terra: la Rovina. Molte persone rimangono vittima del primo impatto, mettendo nel panico tutta la popolazione. Il Protettore, attorcigliato attorno a un tentacolo della bestia, prima di morire urlerà al protagonista di raccogliere il Manipolatore di materia per salvarsi. Dopo una fuga estenuante, il giocatore dovrà imbarcarsi all'interno di un'astronave, che si danneggerà durante la fuga. Se il giocatore riuscirà a scappare, è possibile intravedere la scritta Starbound.
Dopo aver scampato il pericolo, il protagonista si ritroverà orbitato in un pianeta sconosciuto. Il giocatore qui dovrà raccogliere le risorse per produrre armature, armi e raccogliere cibo per sopravvivere. Dopo un certo livello di preparazione, si dovrà estrarre un materiale importante, ovvero il Core Fragment, un minerale in grado di attivare i portali per l'Outpost (un luogo dove stazionano viaggiatori spaziali, di cui una parte scappati dalla Terra).
Qui, una voce misteriosa chiamerà il protagonista e gli dirà di raggiungerla alle rovine, che si trovano sempre nell'Outpost, un posto antico e ricco di storia. Si scoprirà che la voce misteriosa è di Esther Bright, un membro del Protettorato, scappata anche lei dalla Terra. Ella gli racconterà la leggenda del Cultivator (Il creatore dell'universo) e della Rovina (Il distruttore). Il Cultivator usò tutte le sue energie per fermare temporaneamente la Rovina. Ma prima di finire tutte le sue energie creò 6 razze per fermarla, ovvero: Gli umani, i Floran, gli Hylotl, i Glitch, gli Apex e gli Avian.
Dopo il racconto, Esther spiegherà al protagonista che è necessario riparare l'Astronave per procedere con la missione, quindi riparare il FIL Drive (Il motore della nave) tornerà utile. Questo servirà per poter andare in giro nell'universo e trovare i frammenti delle 6 razze, che si trovano in posti specifici. Il protagonista dovrà ispezionare mobili precisi delle razze per risolvere l'enigma e individuare ogni singolo frammento. 
Qui inizia l'avventura del protagonista, immergendosi in un universo pieno di possibilità e posti sempre nuovi da esplorare, e completare quest secondarie.

## Razze
Prima di iniziare una nuova partita, il giocatore può scegliere una delle 7 razze disponibili:
1. Umani: la classica razza umana;
2. Apex: delle scimmie tecnologicamente molto avanzate, sorvegliati costantemente da Big Ape;
3. Avian: degli uccelli antropomorfi simili agli egizi e ai maya, possiedono una religione incrollabile;
4. Glitch: dei robot bloccati storicamente all'epoca del Medioevo, creati da una razza aliena sconosciuta;
5. Hylotl: creature anfibie di cultura orientale;
6. Floran: creature vegetali antropomorfe molto aggressivi;
7. Novakid: creature composte interamente da gas, non si sa niente di loro o da dove vengano.

In base alla razza scelta il gameplay varierà in parte minima.

## Personaggi principali
Su starbound i personaggi sono di razza diversa ciascuno, e sono:
Esther Bright: Un'anziana signora scappata dalla Terra, era un membro del Protettorato. Sarà un personaggio principale sin dall'inizio, che consiglierà al giocatore cosa fare per fermare la Rovina. Ha scritto un intero libro di insetti. Odia i Cultist di Asra Nox e le brutte maniere a tavola. Il suo cibo preferito è il tortino di pesce.
Nuru: Una giovane Floran di grande talento nella caccia, vince sempre nelle gare, tradizione dei Floran. Ha dei capelli lunghi, di colore rosa, blu e verde dall'alto al basso. È innamorata di Koichi, anche se sa perfettamente che Floran e Hylotl sono incompatibili. Odia profondamente il fuoco. Il suo cibo preferito sono le costine appiccicose.
Koichi: Un giovane Hylotl molto intelligente, uno studente della libreria Pagoda e capo di un Museo. È molto alto, porta degli occhiali con 3 lenti e indossa una felpa gialla, pantaloncini grigi e dei sandali con delle calze bianche sotto. È innamorato di Nuru. Odia i social network, il suo cibo preferito è il milkshake.
Tonauac: Un Avian paffuto e alto, ha un comportamento molto dolce e ingenuo. è il guardiano del tempio di Kluex. Odia farsi chiamare Tony, il suo cibo preferito sono i pancake.
Lana: Un'Apex ribelle a capo dell'esercito principale degli Apex ribelli. È stata scelta per la sua abilità in strategia e per la sua determinazione in battaglia, vende oggetti utili al giocatore quando si avrà completato la quest di Big Ape. Odia le banane nonostante sia una scimmia, il suo cibo preferito sono le ciambelle.
Barone: Un Glitch eroe ritiratosi dalla mischia perché annoiato dal suo lavoro e per la certa età, è molto sarcastico e possessivo. Appena si avrà completato la quest del Barone, riparerà le armi del Protettorato, trasformandole completamente in armi nuove. Odia tutto ciò che non scintilla, il suo cibo preferito è il taco.
Asra Nox: seconda antagonista della storia e capo dei Cultist. Cercherà in tutti i modi di impossessarsi dei frammenti delle 6 razze per dominare la Rovina e ricreare l'Universo per eliminare i lati più impuri secondo le sue idee. Era apprendista di Esther Bright, adottata perché senza genitori o amici che potevano sostenerla, che per errore Bright le ha raccontato la storia dei frammenti e del loro potere, abbandonando i suoi progetti e allenamenti per puntare ai suoi nuovi e malvagi obiettivi. Odia le persone lente, il suo cibo preferito è la meringa.

## Generazione procedurale
Una grande particolarità di Starbound è la generazione procedurale: ovvero un miscuglio di elementi di alcune creature, armi, dungeon, villaggi e molto altro. 
Questo da una grande scelta al giocatore, un'avventura infinita.

## Critica
Il gioco è stato accolto positivamente dalla critica, che ne ha lodato l'esplorazione e la varietà di luoghi da visitare. È stato spesso paragonato al videogioco Terraria, da cui Starbound prende ispirazione, per lo stile grafico simile e il mondo di gioco in 2D. Inizialmente venne criticato per la presenza di vari bug e il bilanciamento delle armi non ottimale, tuttavia il gioco, dopo l'aggiornamento, non ha più critiche simili. Dopo poco più di un mese dalla data di distribuzione ha venduto più di un milione di copie. Attualmente è al settantasettesimo posto nella classifica dei cento giochi più venduti di Steam.